# 項記号
量子力学において、原子や分子のエネルギー準位を波数単位 (cm−1) で表したものを項（あるいはスペクトル項）と呼ぶ。エネルギー準位のエネルギーを{\displaystyle E}、プランク定数を{\displaystyle h}、真空中の光速度を{\displaystyle c}とすると、項は{\displaystyle T=|E|/hc}で表される。
項記号（こうきごう、英: Term symbol）とはスペクトル項を表す記号のことで、そのエネルギー準位を占めている電子のスピン角運動量と軌道角運動量の結合によって決まる。

## 原子やイオンにおける項記号
多電子系では電子に相互作用が働いているために、各々の電子の軌道角運動量が保存されない。しかし全ての電子の軌道角運動量とスピン角運動量を合わせた全角運動量は保存される。よって全角運動量の量子数が多電子系の状態を規定する量子数（良い量子数）となる。
原子やイオンにおける角運動量の結合には、LS結合、jj結合、中間結合がある。LS結合は電子間の静電相互作用がスピン軌道相互作用に比べて大きい場合の結合形式であり、jj結合はスピン-軌道相互作用が電子間の静電相互作用に比べて大きい場合の結合形式である。LS結合やjj結合で電子の結合状態を表すことができない時には、束縛電子の一部がLS結合で、残りの電子がjj結合であるような種々の中間結合が用いられる。
LS結合での項記号をラッセル-サンダーズ項記号と呼ぶ。

### ラッセル-サンダーズ項記号
この記号では、角運動量の合成がLSカップリングであることが仮定されている。
{\displaystyle \mathbf {J} =\mathbf {L} +\mathbf {S} }
{\displaystyle \mathbf {L} =\sum _{i}{\boldsymbol {\ell }}_{i}}
{\displaystyle \mathbf {S} =\sum _{i}\mathbf {s} _{i}}
基底状態の項記号はフントの規則によって決めることができる。
項記号は以下のような形をもつ。
2S+1LJ
ここで
Sは全スピン量子数。2S+1 はスピン多重度（与えられた (L、S) の組で、全角運動量量子数Jを持つ状態の数の最大値）。
Jは全角運動量量子数。
Lは全軌道角運動量量子数Lの値に対して次のように割り当てられている記号（この記号はLのスペクトル表記と呼ばれる）。
| L = | 0 | 1 | 2 | 3 | 4 | 5 | 6 | 7 | 8 | 9 | 10 | 11 | 12 | 13 | 14 | 15 | 16 | ...                        |
|     | S | P | D | F | G | H | I | K | L | M | N  | O  | Q  | R  | T  | U  | V  | （アルファベット順に続く） |

（S、P、D、F）の命名は、（s、p、d、f）軌道に対応するスペクトル線の次のような特徴に由来し、残りはアルファベット順に名付けられている。
- s:スペクトル線がシャープである (sharp）
- p:主要である（principal）
- d:広がりを持っている（diffuse）
- f:土台のようである（fundamental）

原子の電子状態を記述するために使われる場合、項記号は電子配置に従う。例えば炭素の場合、基底状態の電子配置は1s22s22p2 であることから項記号は3P0となる。3は2S+1=3つまりS=1を示しており、PはL=1のスペクトル表記、0はJの値である。

## 分子などの項記号
項記号は中間子や原子核、分子のような複合系を記述するためにも使用される。分子の場合は、分子の軌道角運動量を指定するためにギリシャ文字が使われる。
二原子分子(イオン)では、電子の全スピン角運動量量子数S と、原子核間軸方向の前軌道角運動量成分Λ を用いて
2S+1Λ
と表す。原子の場合と同じように
| Λ = | 0 | 1 | 2 | 3 | 4 | ... |
|     | Σ | Π | Δ | Φ | Γ | ... |

と記す。フントの結合形式a の場合は量子数Ω = |Λ + Σ |が定義され、項記号はΩの成分に分離して
2S+1ΛΩ
と記す。フントの結合形式b の場合はΩは定義できないのでΩの添字は用いない。
特にΣ状態に対しては核間軸を通る平面に関して電子の波動関数が鏡映対称であるかないかによってエネルギーが異なり、対称の時はΣ+、反対称の時はΣ-と記す。
二原子分子の２つの原子核が同じである等核分子の場合はさらに電子の波動関数が座標の反転に対して符号が変化しないかどうかによりスペクトル項は区別され、符号が変わらないときはg 、変わるときはu を右下に添字として記す。

## その他
ある電子配置が与えられた場合、
- SとLの組み合わせを項と呼び、(2S+1)(2L+1) 個の統計的重み（つまりとり得るミクロ状態の数）を持つ。
- SとLとJの組み合わせをレベルと呼ぶ。与えられたレベルは (2J+1) 個の統計的重みを持つ
- SとLとJとMJの組み合わせによって状態を決定する。

例えばS = 1、L = 2の場合3D項に対応する (2×1+1)(2×2+1) = 15個の異なるミクロ状態があり、その中の  (2×3+1) = 7個が3D3 (J=3) レベルに属する。全てのレベルでの (2J+1) の合計は (2S+1)(2L+1) に等しくなる。この場合、Jとしてあり得るのは1、2、3なので、異なるミクロ状態の数は3 + 5 + 7 = 15個となるのである。

## 項記号と電子配置との関係
項記号は(L, S)の値を表しており、そこから
{\displaystyle M_{L}=-L,-L+1,\dots ,L-1,L}
{\displaystyle M_{S}=-S,-S+1,\dots ,S-1,S}
を満たす(2S+1)(2L+1) 個の(ML, MS)の組が導かれる。つまり(2S+1)(2L+1) 個の状態Ψ(L, S, ML, MS)が得られる。一方、ある電子配置からは一つの(ML, MS)が得られる。その関係に注意すると、電子配置から項記号を求めることができる。

### p2配置の項記号
例としてp2配置の項記号を求めてみる。
- まずパウリの原理を満たすような全ての電子配置と、その時のMLとMSの値を書きだしてみる。

|   | ml |    |    |    |    |
|   | +1 | 0  | −1 | ML | MS |
|   | ↑  | ↑  |    | 1  | 1  |
| ↑ |    | ↑  | 0  | 1  |    |
|   | ↑  | ↑  | −1 | 1  |    |
|   | ↓  | ↓  |    | 1  | −1 |
| ↓ |    | ↓  | 0  | −1 |    |
|   | ↓  | ↓  | −1 | −1 |    |
|   | ↑↓ |    |    | 2  | 0  |
| ↑ | ↓  |    | 1  | 0  |    |
| ↑ |    | ↓  | 0  | 0  |    |
| ↓ | ↑  |    | 1  | 0  |    |
|   | ↑↓ |    | 0  | 0  |    |
|   | ↑  | ↓  | −1 | 0  |    |
| ↓ |    | ↑  | 0  | 0  |    |
|   | ↓  | ↑  | −1 | 0  |    |
|   |    | ↑↓ | −2 | 0  |    |
- 次に同じML、MSの値の組が幾つあるか数えて、テーブルを作る。例えばp2配置の場合は、次のようなテーブルができる。

|    |    | MS |   |    |
|    |    | +1 | 0 | −1 |
| ML | +2 |    | 1 |    |
| ML | +1 | 1  | 2 | 1  |
| ML | 0  | 1  | 3 | 1  |
| ML | −1 | 1  | 2 | 1  |
| ML | −2 |    | 1 |    |
- 最後にこのテーブルから考えられる項を表すテーブルを差し引いていく。ただし、それぞれのテーブルの大きさは(2L+1) ×(2S+1)であり、すべて「１」で成り立っている。例えばp2配置の場合、上記のテーブルは以下の項記号のテーブルの合成であることがわかる。

|    |    | Ms |
|    |    | 0  |
| Ml | +2 | 1  |
| Ml | +1 | 1  |
| Ml | 0  | 1  |
| Ml | −1 | 1  |
| Ml | −2 | 1  |

|    |    | Ms |   |    |
|    |    | +1 | 0 | −1 |
| Ml | +1 | 1  | 1 | 1  |
| Ml | 0  | 1  | 1 | 1  |
| Ml | −1 | 1  | 1 | 1  |

|    |   | Ms |
|    |   | 0  |
| Ml | 0 | 1  |
よってp2配置には、1Dと3Pと1Sの項があることが分かる。

### 電子配置と項記号は1:1対応か
上記のp2配置のケースでも現れた「電子配置は異なるが同じ(Ms,Ml )を持つようなもの達」では、「一方がある項記号に属して、もう一方が別の項記号に属する」というわけではない。実際は「それらの各電子配置に対応する波動関数の線形結合でできる波動関数」が各項に対応する。よって各電子配置と生じる項記号は1:1に対応するものもあれば、1:1に対応しないものもある。実際のエネルギー状態は項記号により表されており、単純な電子配置では表せない。上記のような電子配置から項記号を求める手順は、すべての項記号を見出すための方法と心得ておくべきである。